# Mermerna pećina
Mermerna pećina (serb. Мермерна пећина, pol. „Jaskinia Marmurowa”; alb. Shpella e Gadimës, pol. „Jaskinia Gadime”) – jaskinia krasowa znajdująca się w Kosowie, w pobliżu miejscowości Donje Gadimlje (alb. Gadime e Ulët) w gminie Lipljan, ok. 20 km na południe od stolicy kraju, Prisztiny.

## Historia
Wejście do jaskini odkrył w 1966 roku miejscowy rolnik, Ahmet Diti, podczas rozbudowy swojego domu we wsi Donje Gadimlje koło Lipljanu. Przez kolejne 10 lat jaskinia – w dużej części zasypana żwirem i mułem – pozostawała zamknięta dla zwiedzających. W 1969 roku obszar jaskini o powierzchni 56,25 ha uznano za obszar chroniony III kategorii (pomnik przyrody) wg klasyfikacji IUCN. W 1976 roku dla celów turystycznych udostępniono 440-metrowy odcinek jaskini, której łączna długość odkrytych i przebadanych korytarzy wynosi 1260 m.

## Charakterystyka
Mermerna pećina powstała w wyniku trwających miliony lat przeobrażeń mezozoicznych skał wapiennych w marmur, co ma miejsce również i w czasach współczesnych. We wnętrzu jaskini na stosunkowo niewielkiej powierzchni występują bardzo liczne formy nacieków krasowych, takie jak draperie naciekowe, stalaktyty, stalagmity czy osiągające nawet 5 m wysokości stalagnaty.
Jaskinia składa się z czterech korytarzy: wejściowego, zachodniego (w formie labiryntu korytarzy i ślepych zaułków), północnego (z licznymi stalaktytami) i wschodniego (z dwoma kanałami – plavi kanal i dugi kanal). Łączna długość znanych korytarzy wynosi 1260 m, choć szacuje się, że mogą one mieć nawet 3 km.
Temperatura powietrza w jaskini waha się od 12 do 15 °C w zależności od pory roku oraz korytarza. Wilgotność powietrza wynosi prawie 100%.
Jaskinię można zwiedzać z przewodnikiem.

## Galeria

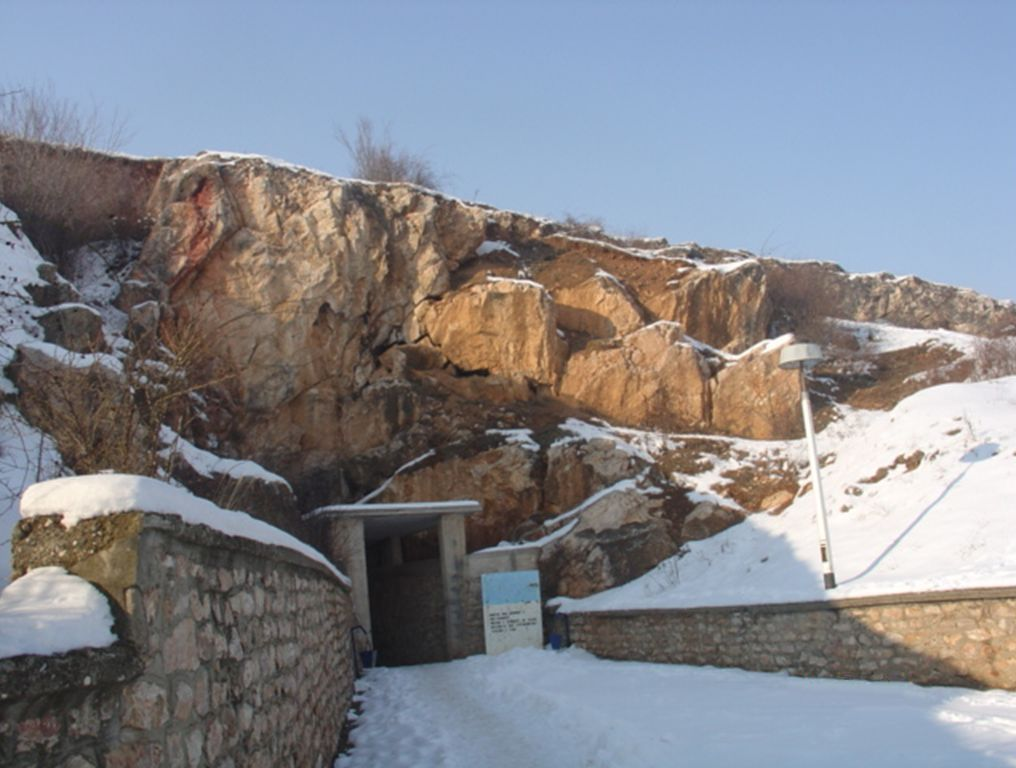
Wejście do jaskini (2013)
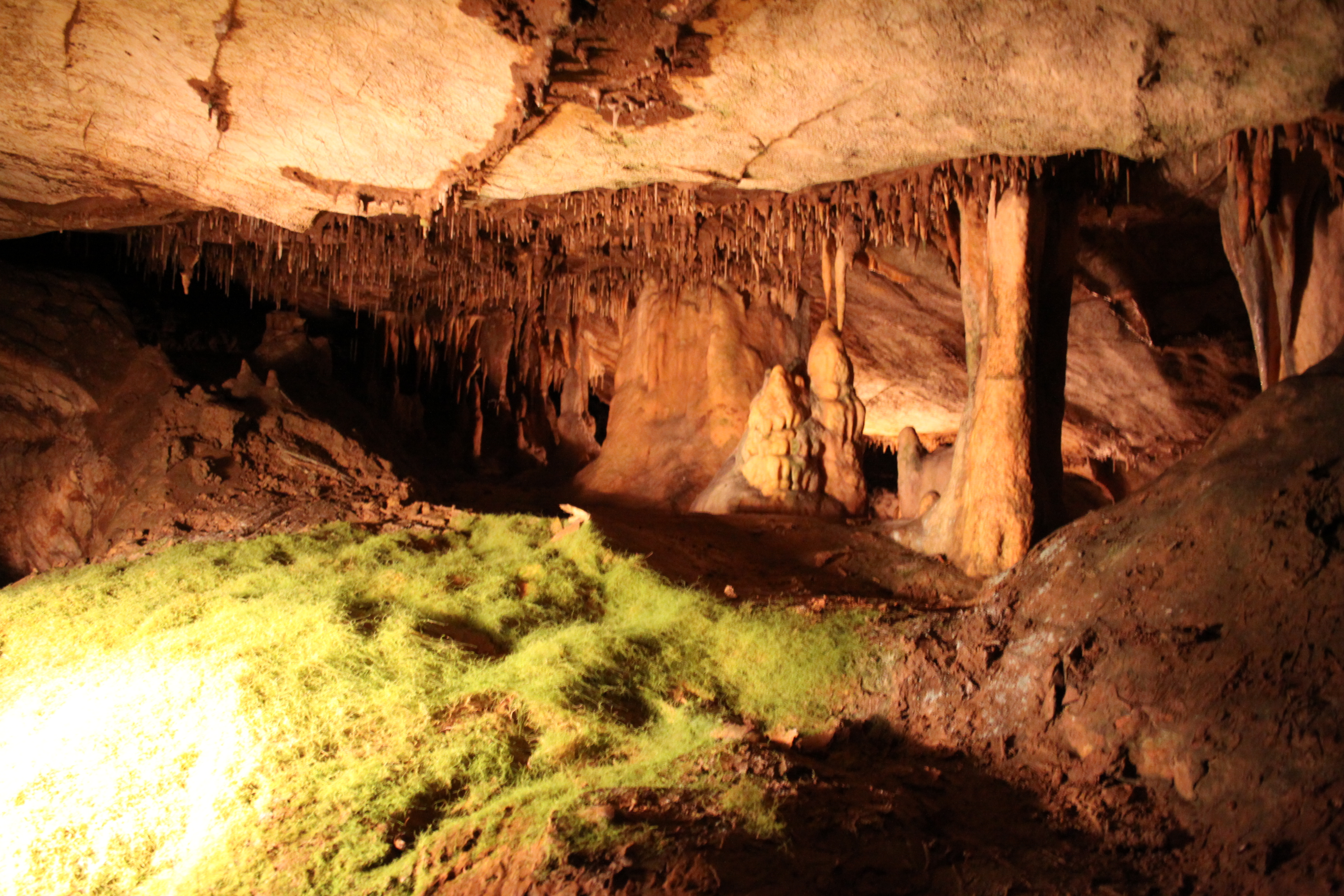
Jaskinia w 2010 roku
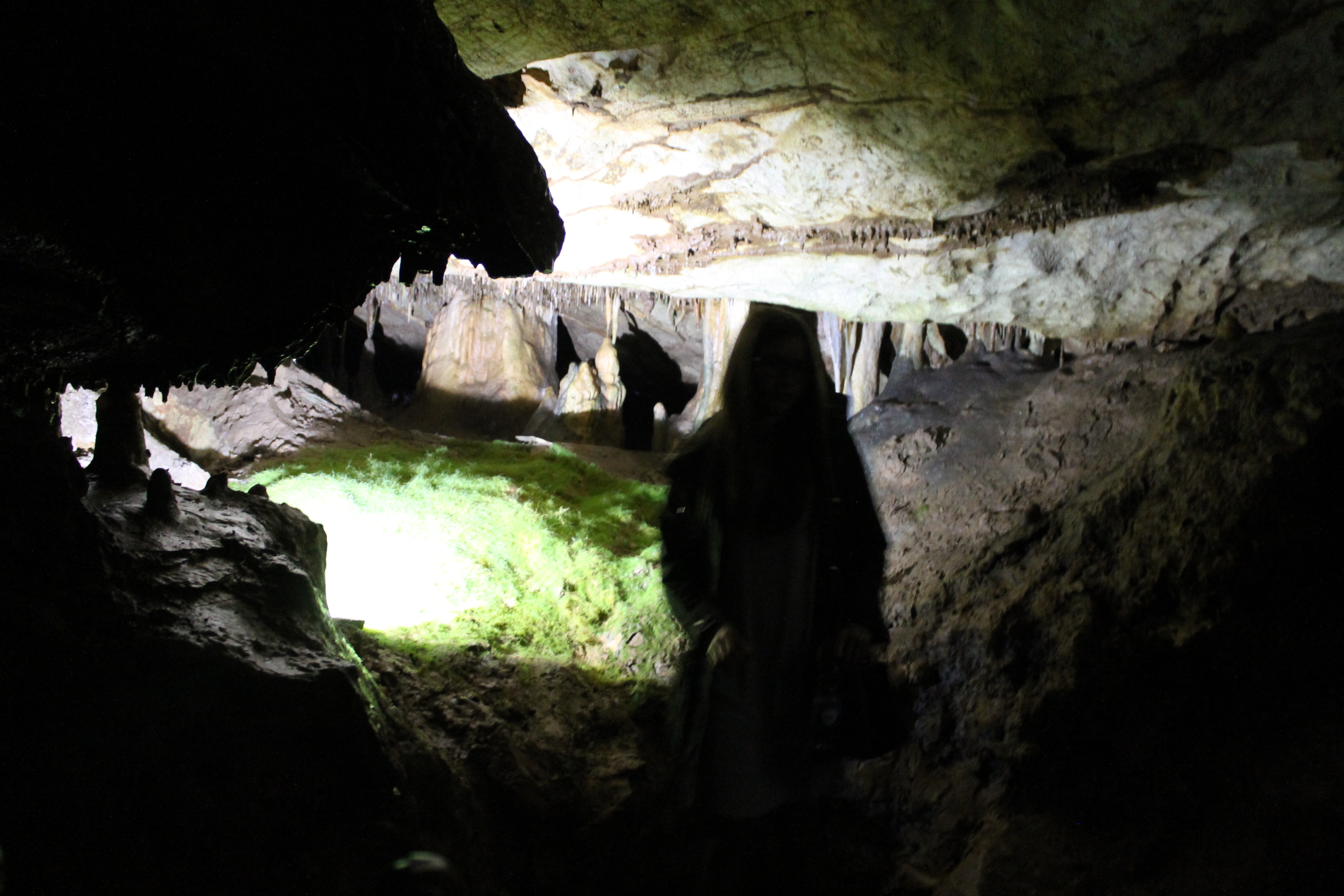
Podświetlone wnętrze jaskini (2016)
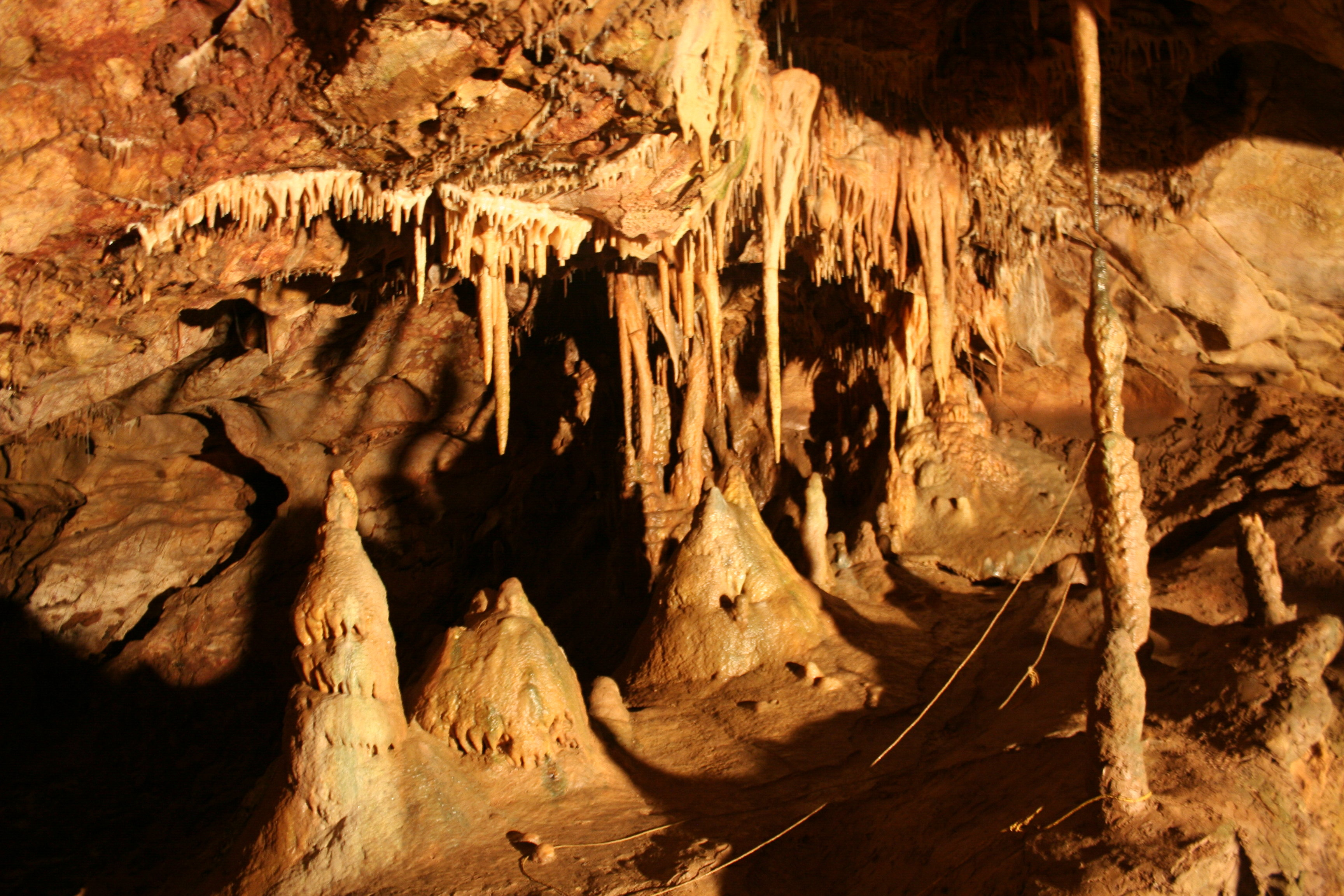
Wnętrze jaskini z rożnymi formami nacieków krasowych (2006)